# Echinocereus berlandieri
Echinocereus berlandieri, conocida comúnmente como alicoche o alicoche de berlandier, es una especie de planta suculenta perteneciente al género Echinocereus, dentro de la familia Cactaceae. Se distribuye desde el sur de Texas (Estados Unidos) hasta el noreste de México (concretamente en los estados de Coahuila, Tamaulipas, Nuevo León).

## Descripción

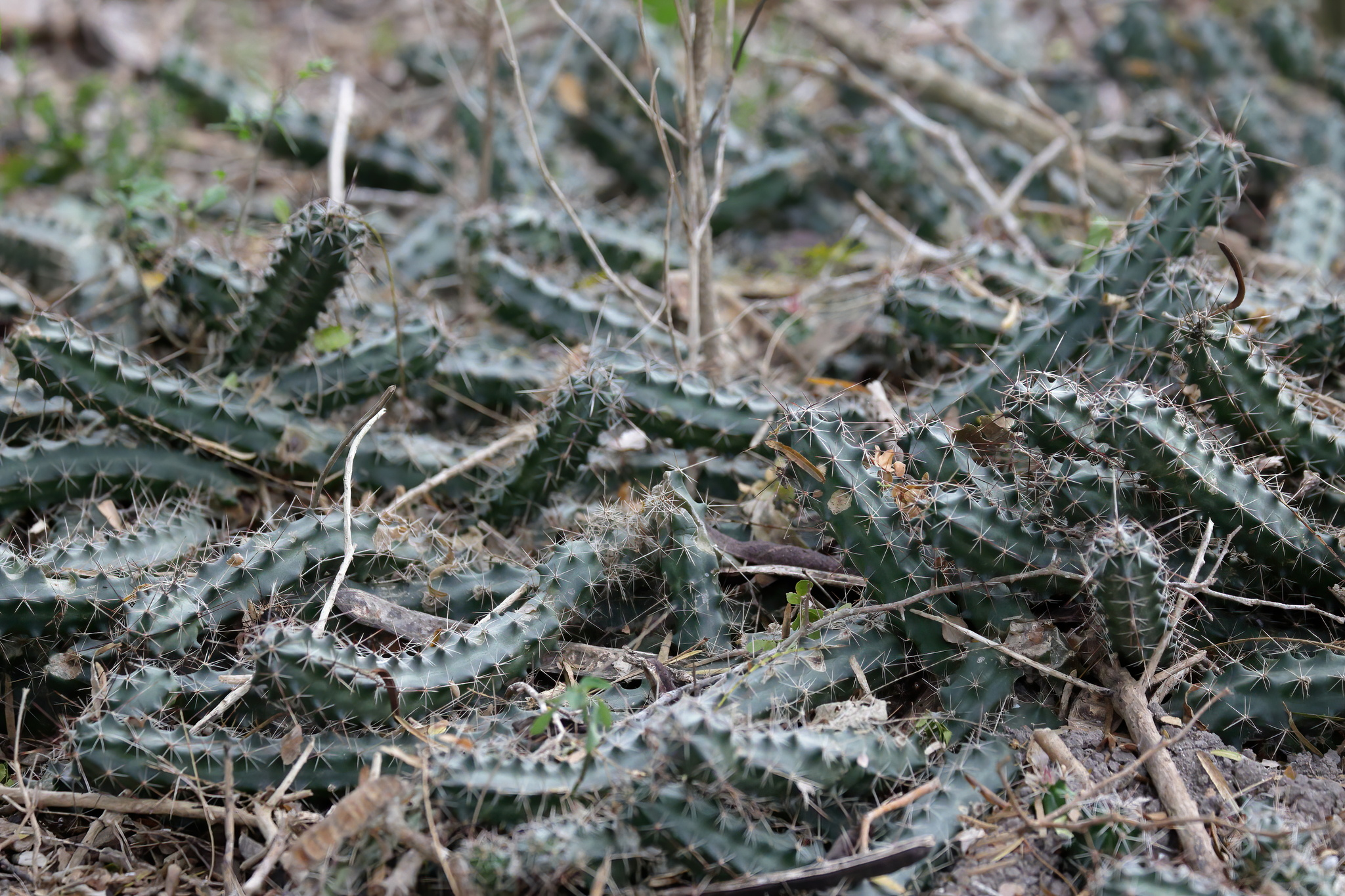
Detalle de los tallos

Echinocereus berlandieri es una especie de cactus que desarrolla numerosos tallos y forma grupos que alcanzan hasta 1 metro de diámetro. Los tallos, de consistencia blanda, presentan forma cilíndrica y se estrechan en la base. Crecen de manera postrada, aunque las puntas pueden mantenerse erectas. La epidermis varía del verde oscuro al púrpura verdoso. Cada tallo mide entre 5 y 60 cm de largo y entre 1,5 y 3 cm de diámetro.
La planta cuenta con entre 5 y 7 costillas ligeramente tuberculadas, en las que se disponen las areolas. De estas surgen de 1 a 3 espinas centrales robustas, orientadas hacia el exterior, que miden de 2,5 a 5 cm de largo y presentan una coloración que va del amarillo al marrón oscuro. Además, desarrolla entre 6 y 9 espinas radiales de color blanquecino, con una longitud de 1 a 2,5 cm.

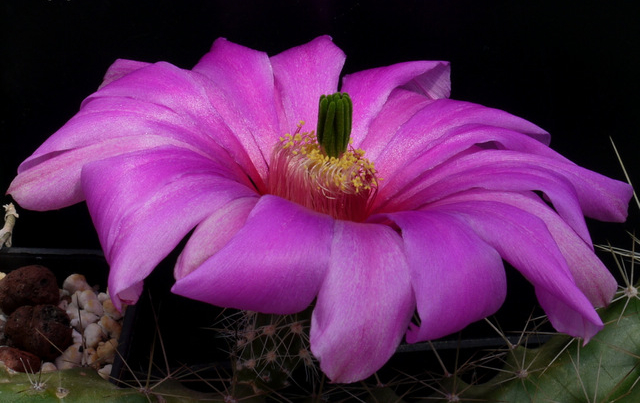
Detalle de la flor

Las flores aparecen por debajo de los ápices de los tallos. Tienen forma de embudo ancho y muestran colores que van del rosa al púrpura rojizo. Alcanzan entre 7 y 8 cm de largo y hasta 7 cm de diámetro. Los frutos, de forma ovoide y color verde, miden de 2 a 2,5 cm de largo y presentan espinas que se desprenden con facilidad.

## Distribución y hábitat
El área de distribución nativa de esta especie abarca desde el sur de Texas (Estados Unidos) hasta el noreste de México (concretamente en los estados de Coahuila, Tamaulipas, Nuevo León).

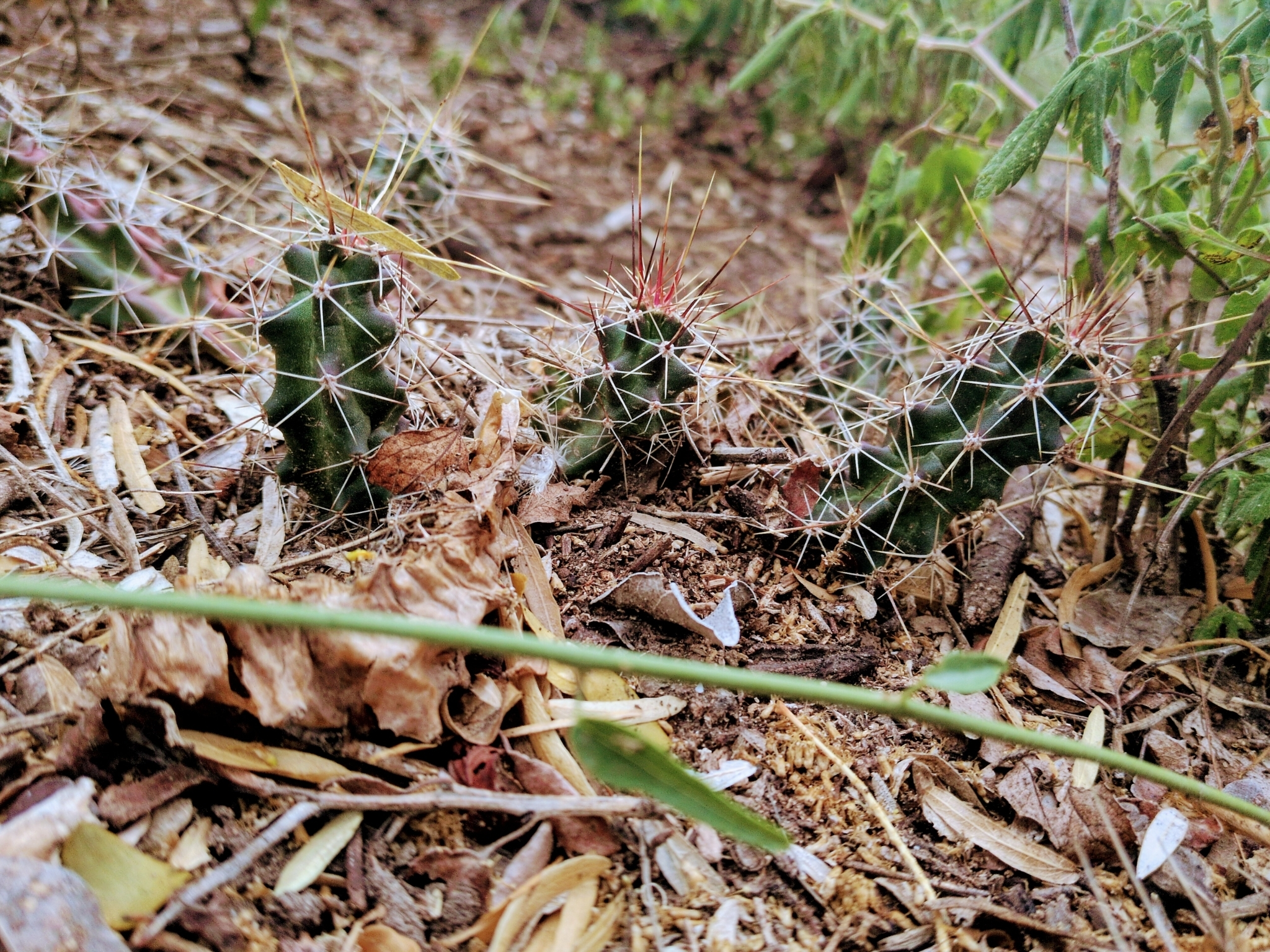
Planta en su hábitat

Habita principalmente en biomas desérticos o de matorral seco, desde la costa hasta los 1200 metros de altitud. Crece en suelos finos y profundos de llanuras, cañadas y colinas bajas, así como en suelos franco arenosos ligeros o de grava roja de desiertos arbustivos.

## Taxonomía
La primera descripción de esta especie fue como Cereus berlandieri, publicada en 1856 por el botánico alemán George Engelmann en la revista científica Proceedings of the American Academy of Arts and Sciences 3: 286.
Más tarde, el botánico alemán Friedrich Adolph Haage trasladó la especie al género Echinocereus, por lo que pasó a llamarse Echinocereus berlandieri. Registró estos cambios en el catálogo Preis-Verzeichniss über Cacteen und Succulenten 19, publicado en 1859.
Etimología
- Echinocereus: nombre genérico formado a partir de las palabras latinas ĕchīnus (que significa ‘erizo’) y cereus (que se traduce como 'vela' o 'cirio'), en alusión a los tallos cortos, columnares y espinosos que presentan las especies de este género.[8]
- berlandieri: epíteto específico otorgado en honor al coleccionista de plantas francés Jean Louis Berlandier (1805-1851).[9]

## Estado de conservación
En la Lista Roja de Especies Amenazadas de la UICN, la especie está clasificada como de “Preocupación Menor (LC)”. Las principales amenazas que enfrenta esta especie se deben al cambio de uso del suelo para la agricultura y la urbanización.

## Usos

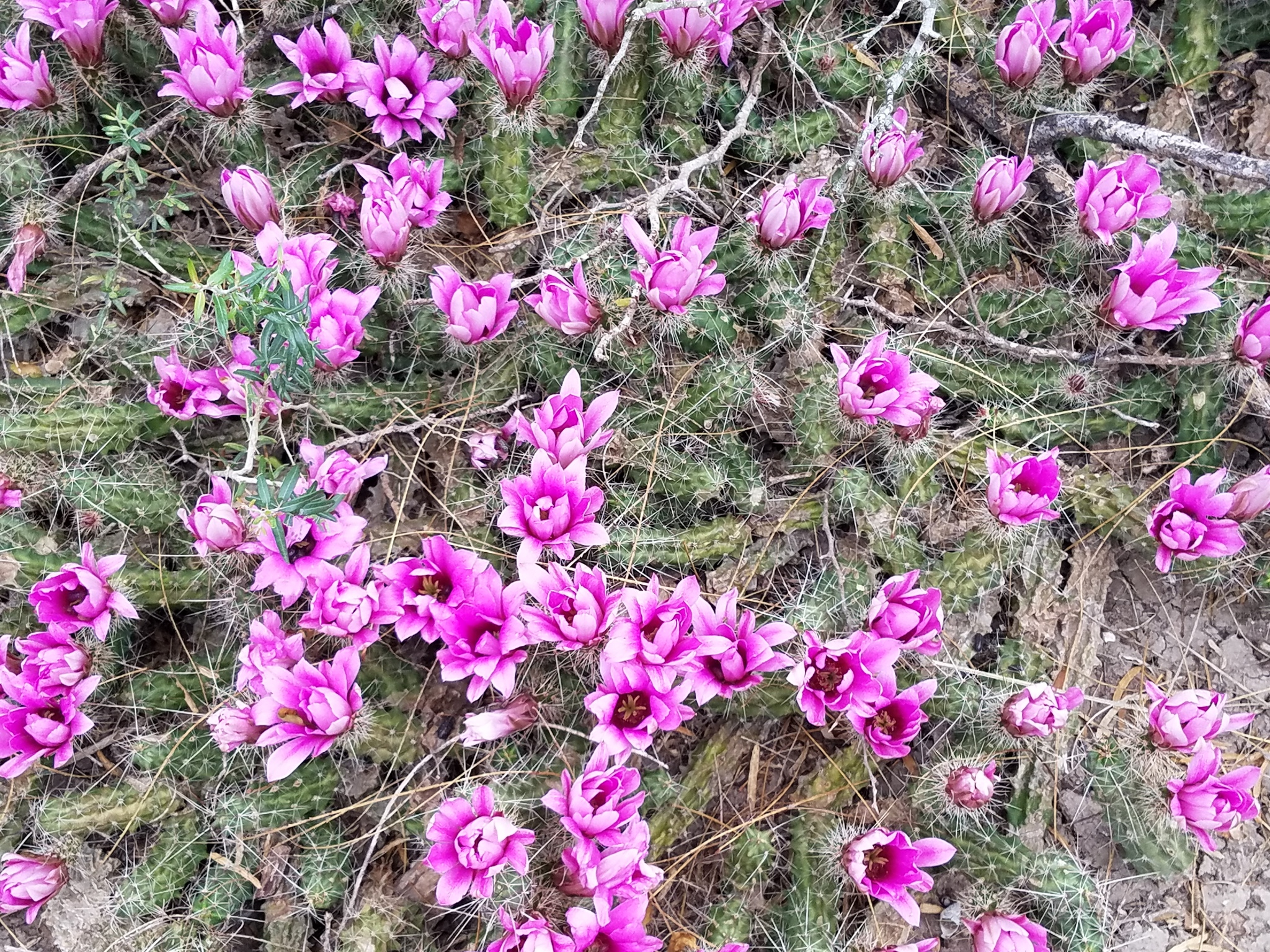
Planta en flor

Echinocereus berlandieri se cultiva principalmente como planta ornamental en jardines xerófitos, colecciones de cactus y macetas decorativas. Crece mejor en temperaturas que oscilan entre 20 y 35 °C. Por debajo de 10 °C o por encima de 35 °C, su crecimiento se ralentiza y entra en reposo. Requiere un sustrato fértil, suelto y bien drenado, con un pH cercano a 6 o 7. Una mezcla común para macetas incluye un 60 % de vermiculita, 20 % de fibra de coco o turba, y 20 % de arena. También se puede enriquecer con pequeñas cantidades de compost, polvo de cáscara de huevo o vermicompost para aumentar la fertilidad.
La especie presenta raíces sensibles a la falta de oxígeno, por lo que necesita un suelo con buena aireación. El sustrato adecuado permite que el agua drene con rapidez sin acumularse en la superficie. Se recomienda aflojar la tierra y trasplantar una vez al año, preferentemente en primavera u otoño, cuando las temperaturas son suaves. 
Para cultivo en maceta, se aconseja usar recipientes de barro permeables, de tamaño adecuado al sistema radicular. Una maceta demasiado grande favorece el exceso de humedad, mientras que una demasiado pequeña limita el desarrollo de las raíces. Antes de plantar, conviene exponer la tierra al sol y desinfectarla para prevenir enfermedades. En el jardín, esta especie requiere una ubicación con pleno sol y suelo suelto. Es importante eliminar las malas hierbas del entorno y mejorar el drenaje si es necesario. Para manipular la planta sin riesgo, se recomienda utilizar guantes, pinzas o envolverla con una toalla.